# 市川八百蔵 (初代)
初代 市川八百蔵（いちかわ やおぞう、享保15年〈1730年〉 - 宝暦9年10月19日〈1759年12月8日〉）とは、江戸時代中期の歌舞伎役者。俳名定花、屋号蓬莱屋。紋は三升の中に八の字。

## 来歴
道外方松島茂平次の子。初め松島吉三郎を名乗り、大坂の豊竹蛙井の操座で子役として初舞台。寛保2年（1742年）江戸に出て、中村座の『傾城赤澤山』で子役を勤める。この時に「子役の名人」といわれて評判をとる。延享3年（1746年）に松島八百蔵と改名し若衆方、のち立役に転じる。寛元2年（1749年）11月、二代目市川團十郎の門下となり市川八百蔵と改名した。享年30。荒事を最も得意とし、曾我五郎の役は二代目團十郎を凌ぐといわれた。二代目八百蔵は初代八百蔵の妹おるやの婿。